# Иллирийский язык (южнославянский)
Иллирийский язык (далматинский язык) — архаичное название искусственного литературного языка, разработанного для южных славян Римской курией в конце XVI века и введенного в качестве литературной нормы в XVII веке. Стратегическая цель инициативы — нейтрализовать османское влияние на Балканах, особенно среди сербов, инициированное Константинополем посредством восстановления Печского патриархата. Другое альтернативное название, под которым известен этот язык — далматинский язык.
В течение века Реформации Римско-католическая церковь претерпела серьезный регресс. В результате Контрреформации и доклада сербского шпиона Марина Темперица о состоянии Османской империи и на Балканах в частности, Курия решила в пропагандистских целях во время длительной войны ввести литературный язык, понятный широкому кругу ряд людей на Балканах. По этой причине вместо того, чтобы полагаться на типичное хорватское чакавское наречие или кайкавское наречие, близкое к словенскому, Конгрегация решила полагаться на наиболее распространенное икавское произношение штокавское наречие Боснии — сербского литературного языка Дубровника.
Таким образом, благодаря филологическим работам Бартола Кашича (хотя его родное чаковское наречие происходит с острова Паг), хорватский язык обезличивается и маргинализируется с его глаголицей на Балканах, в то время как боснийско-сербский диалект, основанный на латинице, налагается по конфессиональным мотивам для литературного языка.
Католическая пропаганда на Балканах в XVII веке этим искусственным иллирийским литературным языком добилась латинизации и сегрегации Албании и нескольких восстаний в болгарских землях, самое известное из которых — Чипровское восстание. В XVII веке сформировались современные албанский и румынский языки, которые некоторые филологи[кто?] считают креольскими языками в контексте Балканского языкового союза.